# Knudåge Riisager
Knudåge Riisager   (Kunda, 6 de març de 1897 - Copenhaguen, 26 de desembre de 1974) va ser un compositor danès.
El seu pare Emil Riisager era enginyer, i la família va tornar a Dinamarca el 1900 quan Knudåge tenia tres anys. Es va graduar a la Universitat de Copenhaguen on va rebre lliçons de violí de Peder Møller, i va estudiar teoria de la música sota Otto Malling i Peder Gram. Durant molts anys va treballar en una feina governamental, i també com a compositor. El 1923 va anar a París per estudiar amb Albert Roussel i Paul Le Flem, on va experimentar de primera mà el neoclassicisme francès i la música d'Ígor Stravinski i Les Six. Més tard també va estudiar a Leipzig amb Hermann Grabner.
La fama internacional de Knudåge Riisager es deu principalment al seu extens treball en la música de ballet, fruit principalment de la col·laboració amb Harald Lander. El primer treball que va compondre per al "Royal Theatre Danès" va ser la música per al ballet Benzin de Storm P. dirigida per Elna Ørnberg el 1930.
Knudåge Riisager també va ser un escriptor treballador: la seva bibliografia inclou prop de 400 títols repartits en sis dècades. El 1956–67 va ser director de la Reial Acadèmia de Música Danesa. Les seves composicions es troben al Departament de Música i Teatre de la Royal Danish Library .
La fama internacional de Knudåge Riisager es deu principalment al seu extens treball en la música de ballet, fruit principalment de la col·laboració amb Harald Lander. El primer treball que va compondre per al Royal Theatre Danès va ser la música per al ballet Benzin de Robert Storm Petersen dirigida per Elna Ørnberg el 1930.
Knudåge Riisager també va ser un escriptor molt treballador: la seva bibliografia inclou prop de 400 títols repartits en sis dècades. El 1956–67 va ser director de la Reial Acadèmia de Música Danesa. Les seves composicions es troben al Departament de Música i Teatre de la "Royal Danish Library".

## Treballs notables
- Ballet music
- Benzin, Op. 17 (1930)
- Cocktails-Party, Op. 19 (1930) (ikke opført)
- Darduse, Op. 32 (1935–36)
- Tolv med Posten, Op. 37 (1942)
- Slaraffenland, Op. 33 (1936–40)
- Qarrtsiluni, Op. 36 (1938–42)
- Fugl Fønix (1944/45)
- Etudes (1947)
- Månerenen, Op. 57 (1956)
- Fruen fra havet, Op. 59 (1959)
- Galla-Variationer (1966)
- Ballet Royal (1967)
- Svinedrengen (1968)

## Música de pel·lícules
- Niels Ebbesen (1945)

## Òpera
- Susanne, Op. 49 (1948)

## Música orquestral
- Erasmus Montanus, Op. 1 (1920)
- Suite dionysiaque, Op. 6
- Symphony No. 1, Op. 8 (1925)
- Variationer over et tema af Mezangeau, Op. 12 (1926)
- Symphony No. 2, Op. 14 (1927)
- Fastelavn, Op. 20 (1929/30)
- Concerto for orchestra, Op. 24 (1931)
- Concertino for trumpet and strings, Op. 29 (1933)
- Symphony No. 3, Op. 30 (1935)
- Symphony No. 4, Op. 38 (Sinfonia gaia) (1939–40)
- Symphony No. 5, Op. 52 (Sinfonia serena) (1949–50)
- Violin Concerto in A minor, Op. 54 (1951)

## Revymusik
- Paa Hodet, første PH-revy, musik til finalen (1929)